# The World of Johnny Cash
The World of Johnny Cash es la recopilación de canciones de moderado éxito del cantante country Johnny Cash lanzado el año 1970 .El álbum alcanzó el segundo lugar en las listas country.

## Canciones
1. I Still Miss Someone
(Johnny Cash y Ray Cash)
2. Pickin' Time
(Cash)
3. My Shoes Keep Walking Back to You
(Bob Wills y Lee Ross)
4. I Want to Go Home
(Cash)
5. I Feel Better All Over
(Kenny Rogers y Leon Smith)
6. I'm So Lonesome I Could Cry
(Hank Williams)
7. Summertime
(Ira P. Stanphill)
8. In Them Old Cottonfields Back Home
(Leadbelly)
9. Delia's Gone
(Karl Silbersdorf y Dick Toops)
10. One More Ride
(Bob Dylan)
11. Accidentally on Purpose
(George Jones y Darrell Edwards)
12. In the Jailhouse Now
(Jimmie Rodgers)
13. I Forgot More Than You'll Ever Know
(Cecil Null)
14. Casey Jones
(T. Lawrence Seibert y Eddie Newton)
15. Frankie's Man Johnny
(Cash)
16. The Legend of John Henry's Hammer
(Johnny Cash y June Carter Cash)
17. When Papa Played the Dobro
(Cash)
18. Busted
(Harlan Howard)
19. Sing It Pretty, Sue
(Cash)
20. Waiting for a Train
(Rodgers)

## Posición en Tablas
Álbum - Billboard (América del Norte)
| Año  | Tabla           | Posición |
| ---- | --------------- | -------- |
| 1970 | Álbumes Country | 2        |
| 1970 | Álbumes Pop     | 54       |